# Obertshausen
Obertshausen ist eine Stadt im südhessischen Landkreis Offenbach.

## Geografie

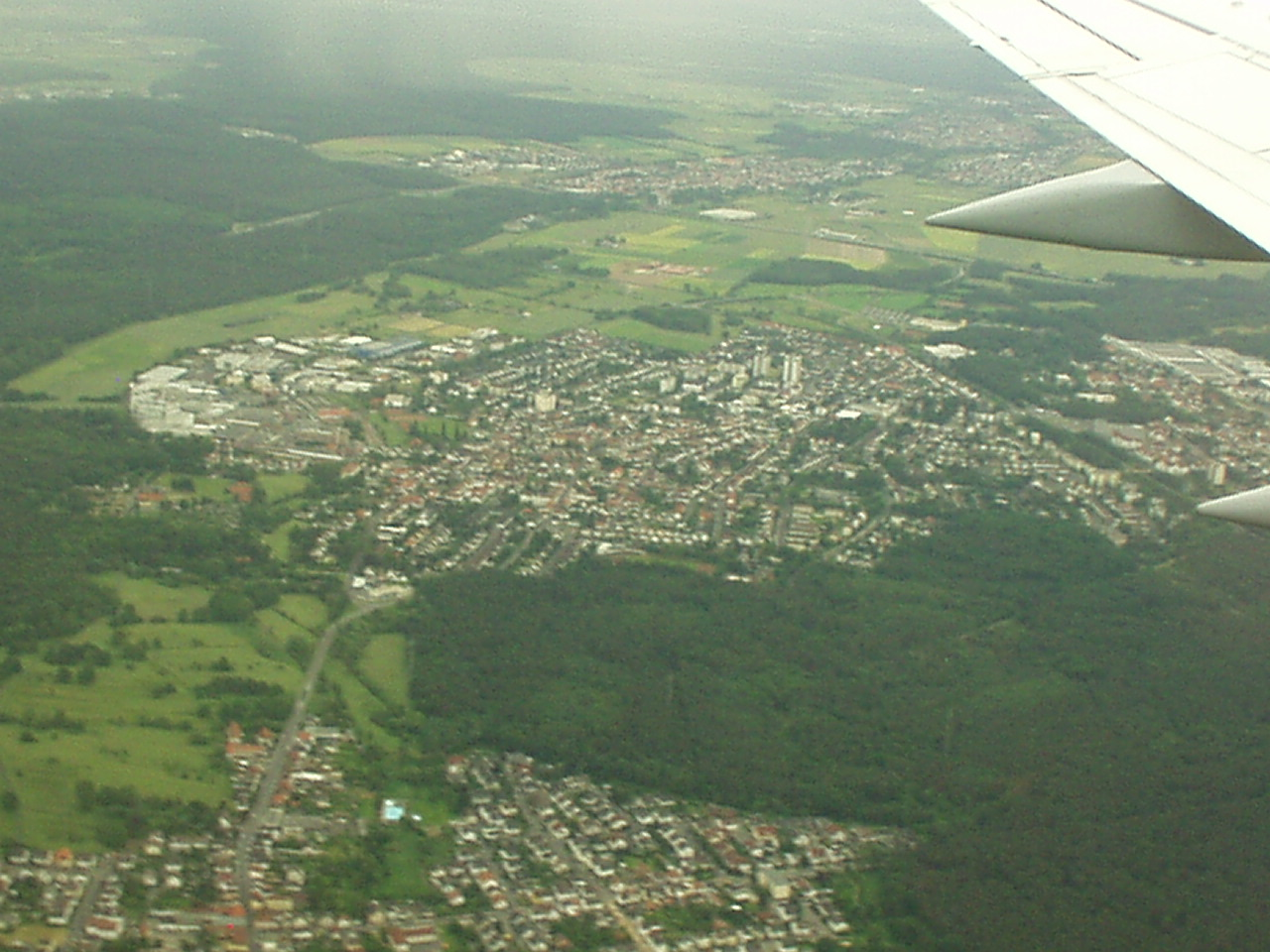
Obertshausen (Stadtteil Hausen),
im Vordergrund Lämmerspiel

### Geografische Lage
Obertshausen liegt im südlichen Teil Hessens unweit von Odenwald und Spessart auf 122 m ü. NN, sieben Kilometer südöstlich von Offenbach am Main. Es ist eine von 13 Städten und Gemeinden des Landkreises Offenbach. Die Stadt liegt im waldreichen Ostteil der Oberrheinischen Tiefebene südlich des Mains, südöstlich von Frankfurt am Main und Offenbach. Südwestlich liegt Darmstadt als Verwaltungssitz des Regierungsbezirks, im Nordosten die Stadt Hanau (Main-Kinzig-Kreis).
Obertshausen grenzt im Nordwesten an Offenbach mit den Stadtteilen Bieber und Tempelsee, im Norden an die Stadt Mühlheim (Stadtteil Lämmerspiel), im Nordosten an Hanau mit den Stadtteilen Steinheim und Klein-Auheim, im Osten an die Gemeinde Hainburg, im Südosten an die Stadt Rodgau (Stadtteil Weiskirchen) und im Südwesten an die Stadt Heusenstamm.

### Stadtgebiet
Obertshausen besteht heute aus den Stadtteilen Obertshausen und Hausen, die beide in etwa gleich viele Einwohner haben. Das Stadtgebiet erstreckt sich über 13,7 Quadratkilometer; davon entfallen 7,8 Quadratkilometer auf Wald- und Grünflächen sowie Ackerland. Damit ist Obertshausen die flächenmäßig kleinste aller Städte und Gemeinden im Landkreis Offenbach.

## Geschichte

### Mittelalter
Die älteste erhaltene Erwähnung von Obertshausen unter dem Namen Oberdueshuson ist in einem Schriftstück des Benediktinerklosters Seligenstadt aus dem Jahr 865 festgehalten, als es als Hof des Klosters erwähnt wird. In Obertshausen gab es eine Wasserburg in Gestalt eines Wehrturmes, die „Burg im Hayn“. Die Herren von Hausen, eine Seitenlinie der Hagenhausener, hatten hier Besitz.
Obertshausen lag im Amt Steinheim, das zunächst den Herren von Eppstein und ab 1371 als Pfand je zur Hälfte den Grafen von Katzenelnbogen und den Herren von Hanau gehörte. 1393 gelangte das Pfand insgesamt an die Herren von Cronberg. 1425 verkaufte Gottfried von Eppstein das Amt Steinheim an das Kurfürstentum Mainz. Vom Mittelalter bis 1819 gehörte Obertshausen der Biebermark an.
Die Mutterkirche der dem Heiligen Nikolaus geweihten mittelalterlichen Kirche von Obertshausen war zunächst die in Mühlheim am Main. 1340 gehörte das Dorf zur Pfarrei Lämmerspiel. Das Kirchenpatronat lag beim St. Peter-Stift in Mainz. Kirchliche Mittelbehörde waren das Archidiakonat des Stiftes St. Peter und Alexander in Aschaffenburg und das Landkapitel Rodgau.

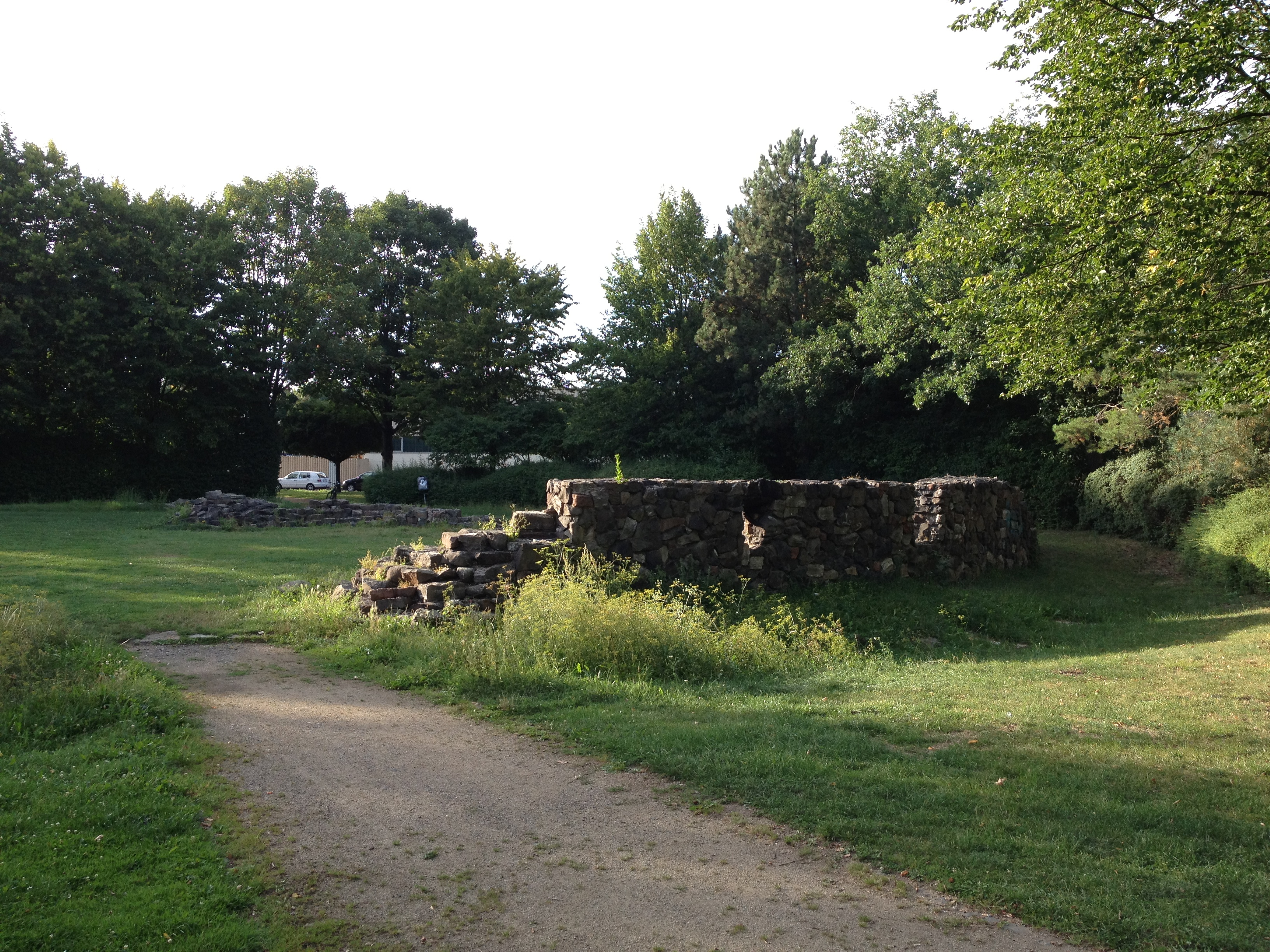
Reste der Burg im Hayn

### Historische Namensformen
In historischen Dokumenten ist der Ort im Laufe der Jahrhunderte unter wechselnden Ortsnamen belegt:
- Oberolveshuson (um 1000)
- Oberodeshusun (1109–1131)
- Oberoldeshusen (um 1234)
- Oberoldeshusen (1282)
- Oppershusen (1288)
- Obratshusin (1340)
- Obirachteshusen (1371)
- Oberhusen (1425)
- Obertzhusen (1446)
- Obbertzhusen (1542)
- Obertshausen (1838)

### Neuzeit
In den Jahren 1631 bis 1634, während des Dreißigjährigen Kriegs, beschlagnahmte König Gustav II. Adolf das Amt als Kriegsbeute und stattete die nachgeborenen Hanauer Grafen Heinrich Ludwig von Hanau-Münzenberg (1609–1632) und Jakob Johann von Hanau-Münzenberg (1612–1636), die mit ihm verbündet waren, damit aus. Da beide Grafen schon bald starben und der Westfälische Friede auf das Normaljahr 1624 abstellte, kam Obertshausen wieder an Kurmainz. Der Dreißigjährige Krieg und die Pest-Epidemie von 1636 dezimierten die Einwohnerschaft stark.
1173 gingen die Hoheitsrechte über den Ort Obertshausen, die angrenzenden Ländereien sowie die Burg auf die Herren von Eppstein über, die aus den Hagenhausenern hervorgegangen waren. In den folgenden Jahrhunderten wechselten die Besitzer mehrmals. Ab 1664 waren Obertshausen und die Burg im Besitz der Grafen von Schönborn, denn 1664 verkaufte Erzbischof Johann Philipp von Mainz seinem Bruder Philipp Erwein von Schönborn die Dörfer Hausen und Obertshausen für 9.000 Gulden. 1806 wurde die Schönbornsche Herrschaft Heusenstamm mediatisiert und die Fürsten von Isenburg-Birstein mit Residenz in Offenbach erhielten 1806 die Landeshoheit. Mit dem Ende der napoleonischen Epoche und den Neuordnungen durch den Wiener Kongress kam die Herrschaft Heusenstamm 1816 schließlich ans Großherzogtum Hessen (Hessen-Darmstadt). Nach der Aufteilung der Biebermark 1819 wurden Anteile des Markbesitzes Obertshausen als Gemeindewald zugewiesen. Innerhalb des Großherzogtums gehörte Obertshausen bis 1821 zur Patrimonialherrschaft der Grafen von Schönborn und anschließend zu folgenden Verwaltungseinheiten des Großherzogtums:
- 1821: Landratsbezirk Seligenstadt
- 1832: Kreis Offenbach
- 1848: Regierungsbezirk Darmstadt
- 1852: Kreis Offenbach

Gerichtlich gehörte Obertshausen seit 1821 zunächst zum Landgericht Steinheim, das 1835 nach Seligenstadt verlegt und in Landgericht Seligenstadt umbezeichnet wurde. Anlässlich der umfassenden Neueinteilung der Gerichtsbezirke im rechtsrheinischen Teil des Großherzogtums 1853 wurde Obertshausen dem Landgericht Offenbach zugeteilt. Das Landgericht wurde 1879 durch das Amtsgericht Offenbach ersetzt.
1896 wurde die Rodgaubahn Offenbach–Reinheim mit dem Bahnhof Obertshausen eröffnet.
Im Zuge der Gebietsreform in Hessen wurden am 1. Januar 1977 die bis dahin selbständigen Gemeinden Obertshausen und Hausen per Gesetz zusammengelegt. Die Gemeinde hieß zunächst Hausen. Am 1. Januar 1978 folgte die Umbenennung zu Obertshausen. Beide Stadtteile sind räumlich durch die Bundesstraße 448 voneinander getrennt. Ortsbezirke wurden in Obertshausen nicht gebildet. Am 29. September 1979 erhielt Obertshausen durch die Hessische Landesregierung die Stadtrechte.

### Einwohnerentwicklung

Einwohnerentwicklung von Obertshausen von 1829 bis 2017

| - 1576: 00.27 Familien - 1829: 0.479 Einwohner - 1834: 0.554 Einwohner - 1840: 0.637 Einwohner - 1846: 0.664 Einwohner - 1852: 0.799 Einwohner - 1858: 0.688 Einwohner - 1864: 0.802 Einwohner - 1871: 0.857 Einwohner - 1885: 01.067 Einwohner - 1895: 01.295 Einwohner | - 1905: 01.634 Einwohner - 1910: 01.852 Einwohner - 1925: 02.091 Einwohner - 1939: 02.444 Einwohner - 1946: 03.174 Einwohner - 1950: 03.415 Einwohner - 1956: 04.182 Einwohner - 1961: 05.481 Einwohner - 1970: 09.096 Einwohner - 1998: 24.522 Einwohner - 2000: 24.658 Einwohner | - 2002: 24.521 Einwohner - 2004: 24.532 Einwohner - 2007: 25.317 Einwohner - 2011: 25.207 Einwohner - 2012: 24.956 Einwohner - 2013: 24.966 Einwohner - 2014: 25.087 Einwohner - 2015: 24.786 Einwohner - 2016: 24.573 Einwohner - 2017: 25.023 Einwohner - 2019: 25.392 Einwohner |

## Politik

### Stadtverordnetenversammlung
Die Stadtverordnetenversammlung ist das oberste Organ der Stadt. Ihre politische Zusammensetzung wird alle fünf Jahre in der Kommunalwahl durch die Wahlbevölkerung der Stadt bestimmt. Wählen darf, wer das 18. Lebensjahr vollendet hat und deutscher Staatsbürger im Sinne des Grundgesetzes oder Staatsangehöriger eines der übrigen Mitgliedstaaten der Europäischen Union ist. Für alle gilt, dass sie seit mindestens drei Monaten in der Stadt gemeldet sein müssen.
Bei der Kommunalwahl am 14. März 2021 wurden 37 Mitglieder der Stadtverordnetenversammlung für die Legislaturperiode vom 1. April 2021 bis 31. März 2026 gewählt. Von 18.768 Wahlberechtigten gingen 8.184 zur Wahl. Somit stieg die Wahlbeteiligung von 43,2 % im Jahr 2016 auf 43,6 % im Jahr 2021 leicht an. 
Die Wahl 2021 lieferte folgendes Ergebnis, in Vergleich gesetzt zu früheren Kommunalwahlen:
| Wahlvorschläge | Wahlvorschläge | CDU    | SPD    | Bürger | GRÜNE  | FDP    | Sitzverteilung                                                         |
| -------------- | -------------- | ------ | ------ | ------ | ------ | ------ | ---------------------------------------------------------------------- |
| 2021           | Stimmanteil a  | 39,7 % | 16,8 % | 15,7 % | 20,4 % | 7,3 %  | Insgesamt 37 Sitze - SPD: 6 - Grüne: 7 - FDP: 3 - CDU: 15 - Bürger: 6  |
| 2021           | Sitze (von 37) | 15     | 6      | 6      | 7      | 3      | Insgesamt 37 Sitze - SPD: 6 - Grüne: 7 - FDP: 3 - CDU: 15 - Bürger: 6  |
| 2016           | Stimmanteil a  | 39,9 % | 21,4 % | 20,1 % | 11,6 % | 7,1 %  | Insgesamt 37 Sitze - SPD: 8 - Grüne: 4 - FDP: 3 - CDU: 15 - Bürger: 7  |
| 2016           | Sitze (von 37) | 15     | 8      | 7      | 4      | 3      | Insgesamt 37 Sitze - SPD: 8 - Grüne: 4 - FDP: 3 - CDU: 15 - Bürger: 7  |
| 2011           | Stimmanteil a  | 43,1 % | 22,2 % | 13,6 % | 17,8 % | 3,4 %  | Insgesamt 37 Sitze - SPD: 8 - Grüne: 7 - FDP: 1 - CDU: 16 - Bürger: 5  |
| 2011           | Sitze (von 37) | 16     | 8      | 5      | 7      | 1      | Insgesamt 37 Sitze - SPD: 8 - Grüne: 7 - FDP: 1 - CDU: 16 - Bürger: 5  |
| 2006           | Stimmanteil a  | 49,9 % | 19,3 % | 9,9 %  | 10,3 % | 10,6 % | Insgesamt 37 Sitze - SPD: 7 - Grüne: 4 - FDP: 4 - CDU: 18 - Bürger: 4  |
| 2006           | Sitze (von 37) | 18     | 7      | 4      | 4      | 4      | Insgesamt 37 Sitze - SPD: 7 - Grüne: 4 - FDP: 4 - CDU: 18 - Bürger: 4  |
| 2001           | Stimmanteil a  | 51,8 % | 25,6 % | 6,3 %  | 9,9 %  | 6,3 %  | Insgesamt 37 Sitze - SPD: 10 - Grüne: 4 - FDP: 2 - CDU: 19 - Bürger: 2 |
| 2001           | Sitze (von 37) | 19     | 10     | 2      | 4      | 2      | Insgesamt 37 Sitze - SPD: 10 - Grüne: 4 - FDP: 2 - CDU: 19 - Bürger: 2 |
| 1997           | Stimmanteil a  | 45,5 % | 32,5 % | —      | 14,8 % | 7,3 %  | Insgesamt 37 Sitze - SPD: 12 - Grüne: 5 - FDP: 3 - CDU: 17             |
| 1997           | Sitze (von 37) | 17     | 12     | —      | 5      | 3      | Insgesamt 37 Sitze - SPD: 12 - Grüne: 5 - FDP: 3 - CDU: 17             |

### Bürgermeister

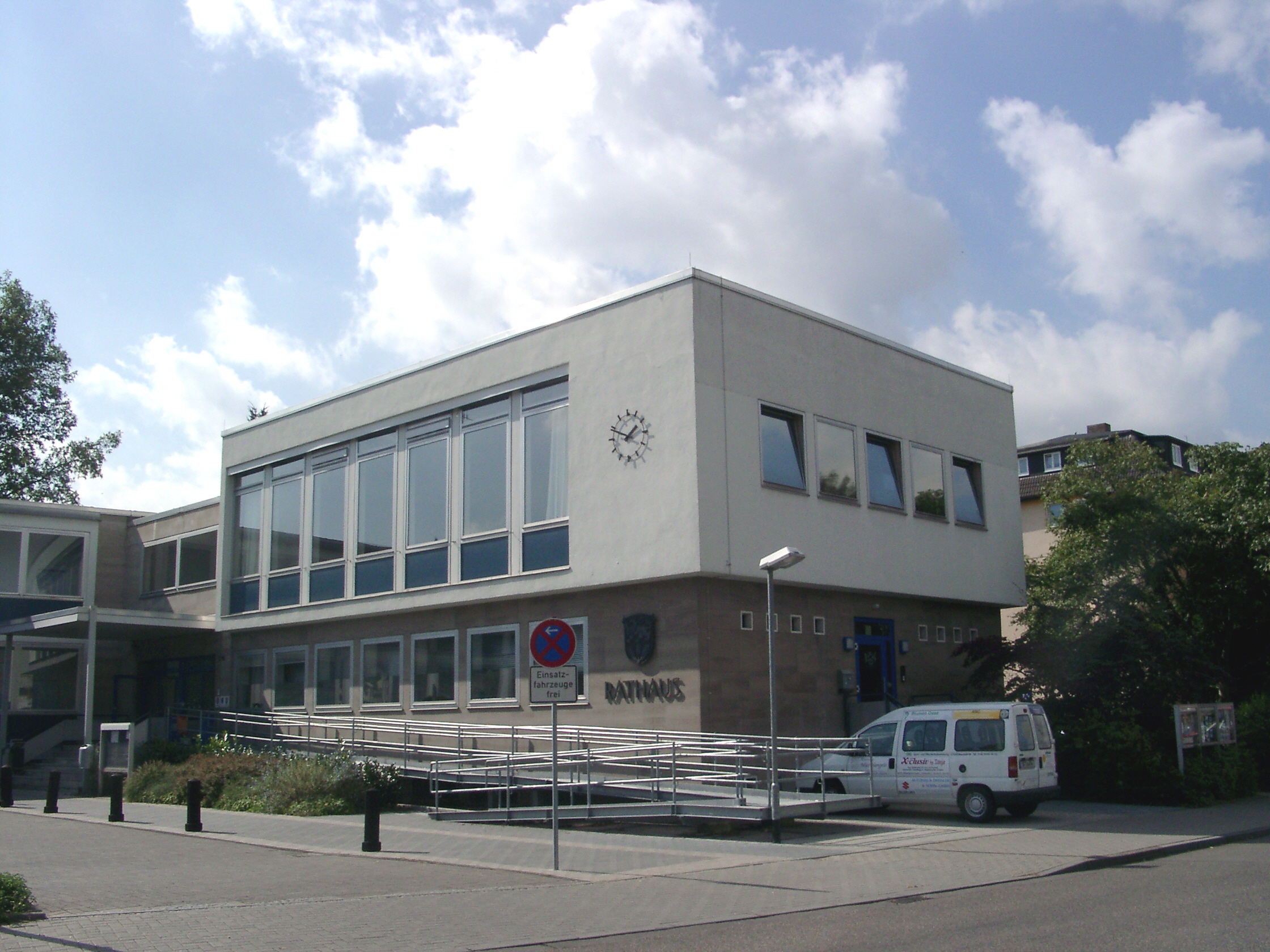
Rathaus Beethovenstraße

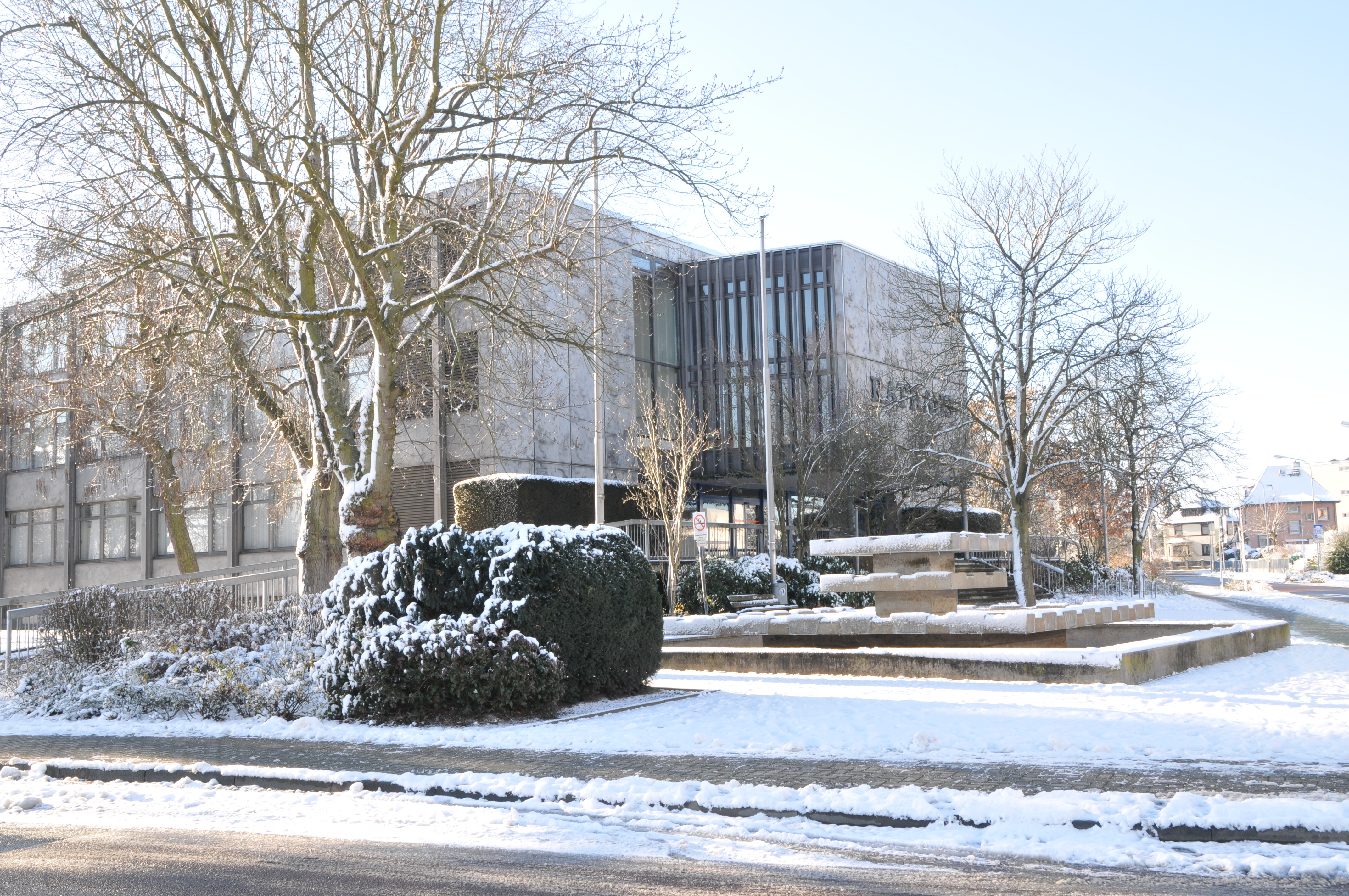
Rathaus Schubertstraße

Nach der hessischen Kommunalverfassung wird der Bürgermeister für eine sechsjährige Amtszeit gewählt, seit dem Jahr 1993 in einer Direktwahl, und ist Vorsitzender des Magistrats, dem in der Stadt Obertshausen neben dem Bürgermeister hauptamtlich ein Erster Stadtrat und ehrenamtlich zehn weitere Stadträte angehören. Bürgermeister ist seit dem 24. Juni 2020 der parteiunabhängig angetretene Manuel Friedrich, der in der Kommunalpolitik bis dahin Fraktionsvorsitzender der SPD war. Er wurde als Nachfolger von Roger Winter, der nach einer Amtszeit nicht wieder kandidiert hatte, am 8. März 2020 im ersten Wahlgang bei 43,22 Prozent Wahlbeteiligung mit 51,89 Prozent der Stimmen gewählt.
Amtszeiten der Bürgermeister
- 2020–2026 Manuel Friedrich[13]
- 2014–2020 Roger Winter[14]
- 2002–2014 Bernd Roth (CDU)
- 1992–2002 Josef Seib (CDU)
- 1977–1992 Robert Roth (CDU) (1929–2015)[17]
- 1977–1977 Kurt Müller (Staatsbeauftragter für sechs Monate)[18]

| Jahr | Wahlbeteili- gung in % | Kandidaten         | Partei | Stimmen in % |
| ---- | ---------------------- | ------------------ | ------ | ------------ |
| 2020 | 43,22                  | Manuel Friedrich   |        | 51,89        |
| 2020 | 43,22                  | Manfred Schmutzer  | CDU    | 37,40        |
| 2020 | 43,22                  | Rudolf Schulz      | Bürger | 10,71        |
| 2014 | 43,10                  | Roger Winter       |        | 50,60        |
| 2014 | 43,10                  | Hubert Gerhards    | CDU    | 49,40        |
| 2008 | 44,9                   | Bernd Roth         | CDU    | 63,7         |
| 2008 | 44,9                   | Werner Friedrich   | SPD    | 22,8         |
| 2008 | 44,9                   | Manfred Christoph  | Bürger | 13,5         |
| 2002 | 49,1                   | Bernd Roth         | CDU    | 53,0         |
| 2002 | 49,1                   | Mechthild Schmitt  | SPD    | 20,4         |
| 2002 | 49,1                   | Renate Schuhmacher | GRÜNE  | 11,0         |
| 2002 | 49,1                   | Thomas Zeiger      | FDP    | 15,6         |
| 1998 | 55,4                   | Josef Seib         | CDU    | 63,9         |
| 1998 | 55,4                   | Walter Fontaine    | SPD    | 36,1         |

### Wappen und Flagge

| Wappen von Obertshausen | Blasonierung: „In durch drei Spitzen geteiltem Schild oben in Rot ein schreitender goldener (gelber) Löwe, unten in Silber (Weiß) ein aufgerichteter grüner, zweiblättriger Eichenzweig mit einer Eichel.“ |
| Wappen von Obertshausen | Wappenbegründung: Der Löwe auf den drei Spitzen ist das Wappen der Grafen von Schönborn, denen die beiden heutigen Stadtteile Obertshausen sowie Hausen von 1664 bis 1806 gehörten. Die Spitzen waren auch schon im Wappen der früheren Gemeinde Obertshausen enthalten. Der Eichenzweig ist ein Verweis auf den Wildbann Dreieich, auf dessen Gebiet die Stadt liegt. Er war auch schon im Wappen der früheren Gemeinde Hausen enthalten. Das Wappen wurde der Stadt Obertshausen am 29. September 1979 durch den Hessischen Innenminister genehmigt. Gestaltet wurde es durch den Bad Nauheimer Heraldiker Heinz Ritt. |

Flagge: Gemeinsam mit dem Wappen wurde der Stadt am 17. August 1967 durch den Hessischen Innenminister eine Flagge genehmigt, die wie folgt beschrieben wird: „Auf weißer Mittelbahn, begleitet von zwei roten Seitenstreifen, in der oberen Hälfte aufgelegt das Stadtwappen.“

#### Stadtteil Obertshausen

| Wappen von Obertshausen | Blasonierung: „In Rot eine silberne (weiße) Turmburg unter drei gestürzten silbernen (weißen) Spitzen.“ |
| Wappen von Obertshausen | Wappenbegründung: Das Wappen zeigt in stilisierter Form die Burg des Mainzer Erzstifts, die seit dem 12. Jahrhundert in Obertshausen bestand. Den Verkauf des Ortes an die späteren Grafen von Schönborn deuten die Spitzen im Schildhaupt an. Die Farben gehen wiederum auf die des Erzstiftes zurück. Die Genehmigung zur Führung eines Wappens wurde der damaligen Gemeinde Obertshausen am 20. Juni 1952 durch den Hessischen Innenminister erteilt. Gestaltet wurde es durch den Heraldiker Georg Massoth. |

Flagge: Die Flagge wurde der Gemeinde am 8. Juli 1957 durch den Hessischen Innenminister genehmigt und wird wie folgt beschrieben: „Auf 8 mal rot-weißem, längsgestreiften Flaggentuch das Gemeindewappen.“

### Städtepartnerschaften
|  | mit                       | in          | seit                                  |
|  | ------------------------- | ----------- | ------------------------------------- |
|  | Sainte-Geneviève-des-Bois | Frankreich  | 1971                                  |
|  | Laakirchen                | Österreich  | 1972                                  |
|  | Meiningen                 | Deutschland | Freundschaft 1990, Partnerschaft 2007 |

## Kultur und Sehenswürdigkeiten

### Museen
- Heimatmuseum im Karl-Mayer-Haus mit ständigen und wechselnden Ausstellungen zur Ortsgeschichte.

### Veranstaltungen
- Im Frühjahr/Sommer finden verschiedene Feste statt. Dazu gehören insbesondere das Europafest des Kreises Offenbach, das Weinfest, die Pfarrfeste der örtlichen Gemeinden, das Kerbwochenende sowie der Tag der offenen Tür des Zusammenschlusses der freundlichen Fachgeschäfte.
- Im Bürgerhaus Hausen finden vor allem in den Wintermonaten regelmäßig Theateraufführungen und Kleinkunstveranstaltungen statt.
- Seit 1982 findet sechs Mal im Jahr der älteste Amateur-Hallen-Flohmarkt jeweils in den Wintermonaten statt.[27]
- Im Sitzungssaal des Rathauses Beethovenstraße werden außerhalb der Sommerferien im 14-täglichen Rhythmus ältere Filme für Kinder und Jugendliche vorgeführt.
- Im November gibt es einen St.-Martins-Markt.
- Im Dezember findet an einem Wochenende ein kleiner Weihnachtsmarkt um die evangelische Waldkirche mit Musikveranstaltungen in der Kirche statt.
- Mit dem Bürgerhaus Hausen und der Mehrzweckhalle Obertshausen stehen Räume für größere Veranstaltungen und Musikkonzerte zur Verfügung.
- Zwischen Neujahr und Aschermittwoch finden in Bürgerhaus und Mehrzweckhalle die Sitzungen und Kappenabende der Elf Babbscher statt. Zudem gibt es Mitte Januar einen Rathaussturm auf das Rathaus im Stadtteil Hausen.

### Bauwerke
- Der Hausener Marktplatz mit seinem Kunstwerk aus drei Händen, welche die Wappen der beiden Partnerstädte und das der Stadt Obertshausen tragen.
- Überreste der Burg im Hain
- kath. Kirche Herz Jesu in Obertshausen, Bahnhofstraße
- kath. St.-Josef-Kirche in Hausen, Seligenstädter Straße
- kath. St.-Pius-Kirche in Hausen, Gumbertseestraße
- kath. Kirche St. Thomas Morus in Obertshausen, Berliner Straße, seit 2014 Wallfahrtskirche mit einer Blutreliquie von dem heiligen Papst Johannes Paul II.[28]
- ev. Waldkirche in Obertshausen, Schönbornstraße
- kleine Kapelle in Obertshausen, Heusenstammer Straße

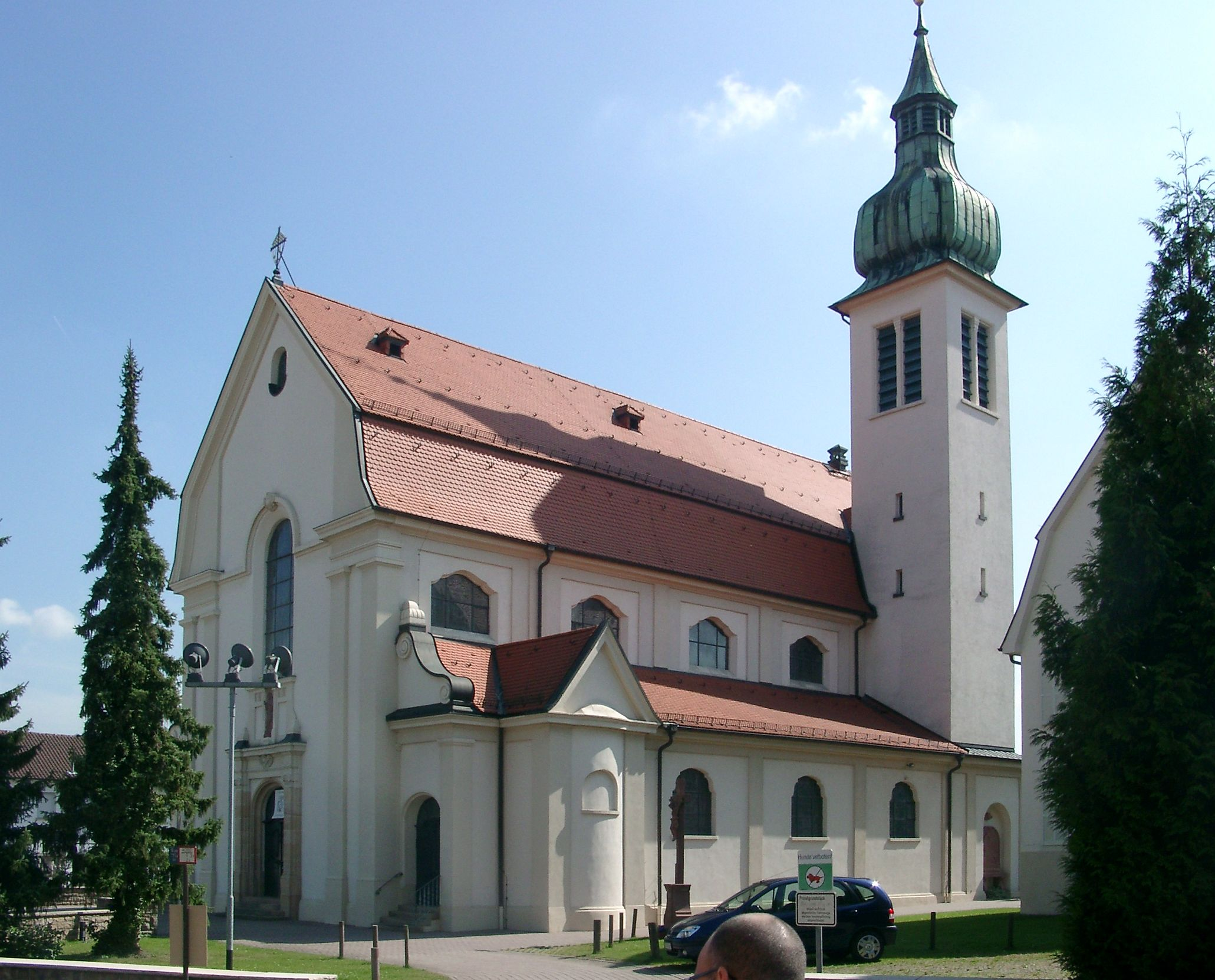
Herz-Jesu-Kirche
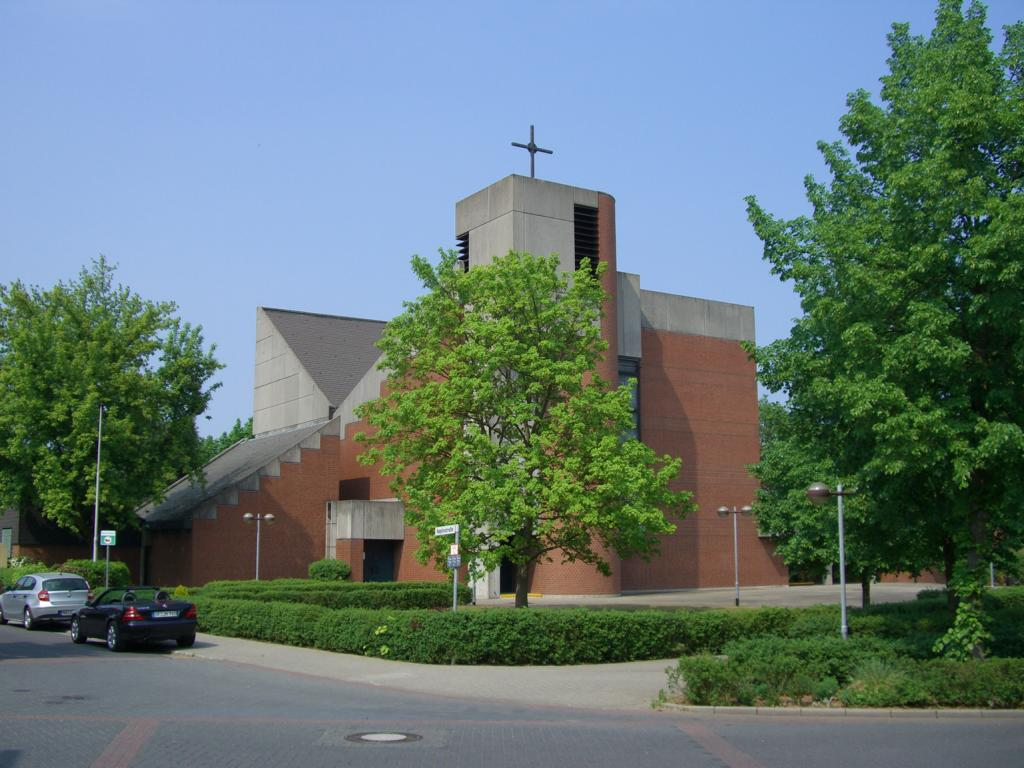
Kirche St. Thomas Morus
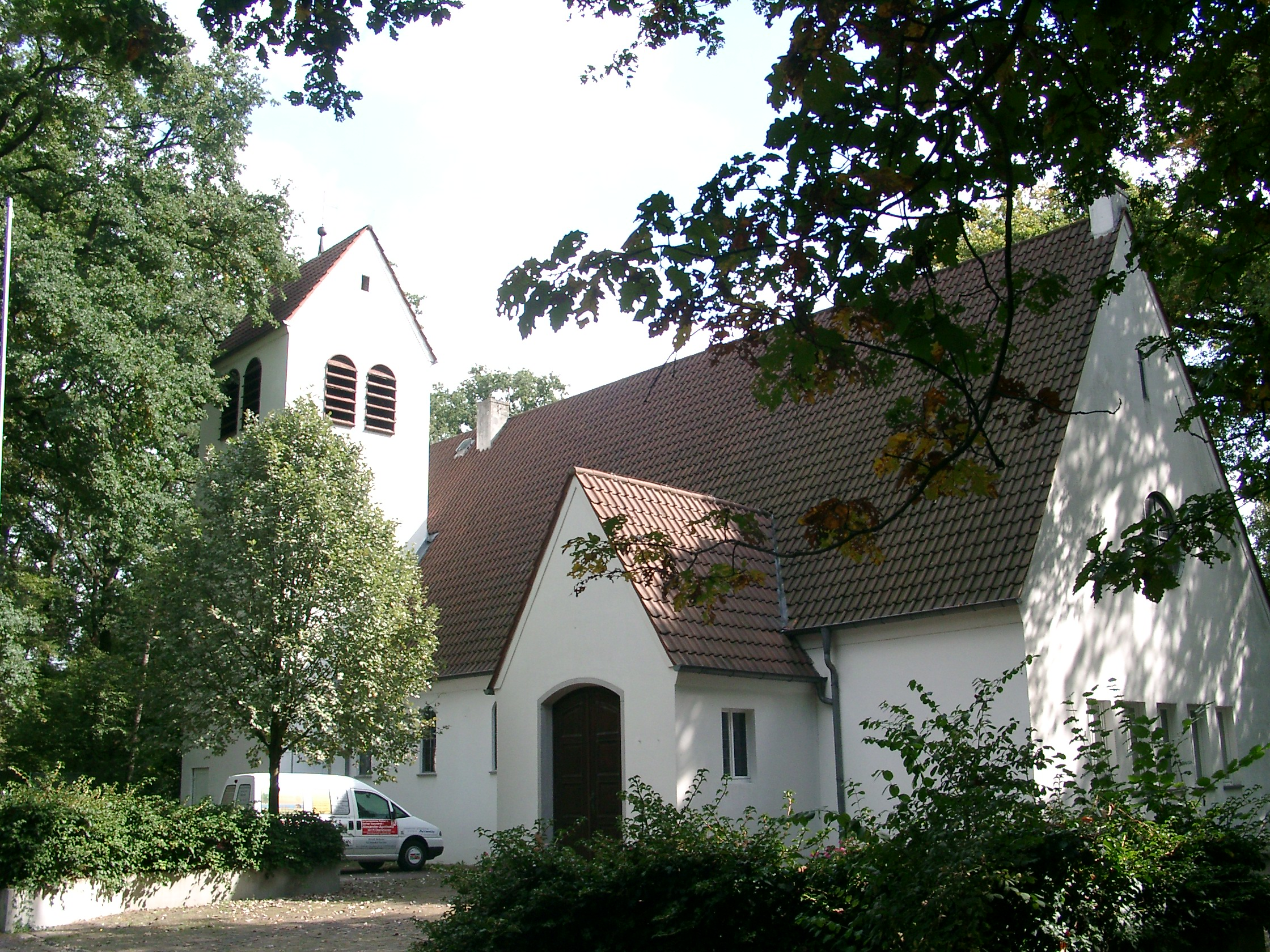
Waldkirche

### Grünflächen und Naherholung
- Waldpark Sainte Geneviève des Bois in Hausen mit Kinderspielplatz
- Freizeitpark Beethovenpark in Obertshausen mit Erlebnisspielplatz und gegenüberliegendem Eiscafé und Kiosk
- Minigolfanlage am Bürgerhaus Hausen
- Kreuzloch im Stadtteil Obertshausen und renaturierte Rodauniederung im Stadtteil Hausen

### Naturdenkmale

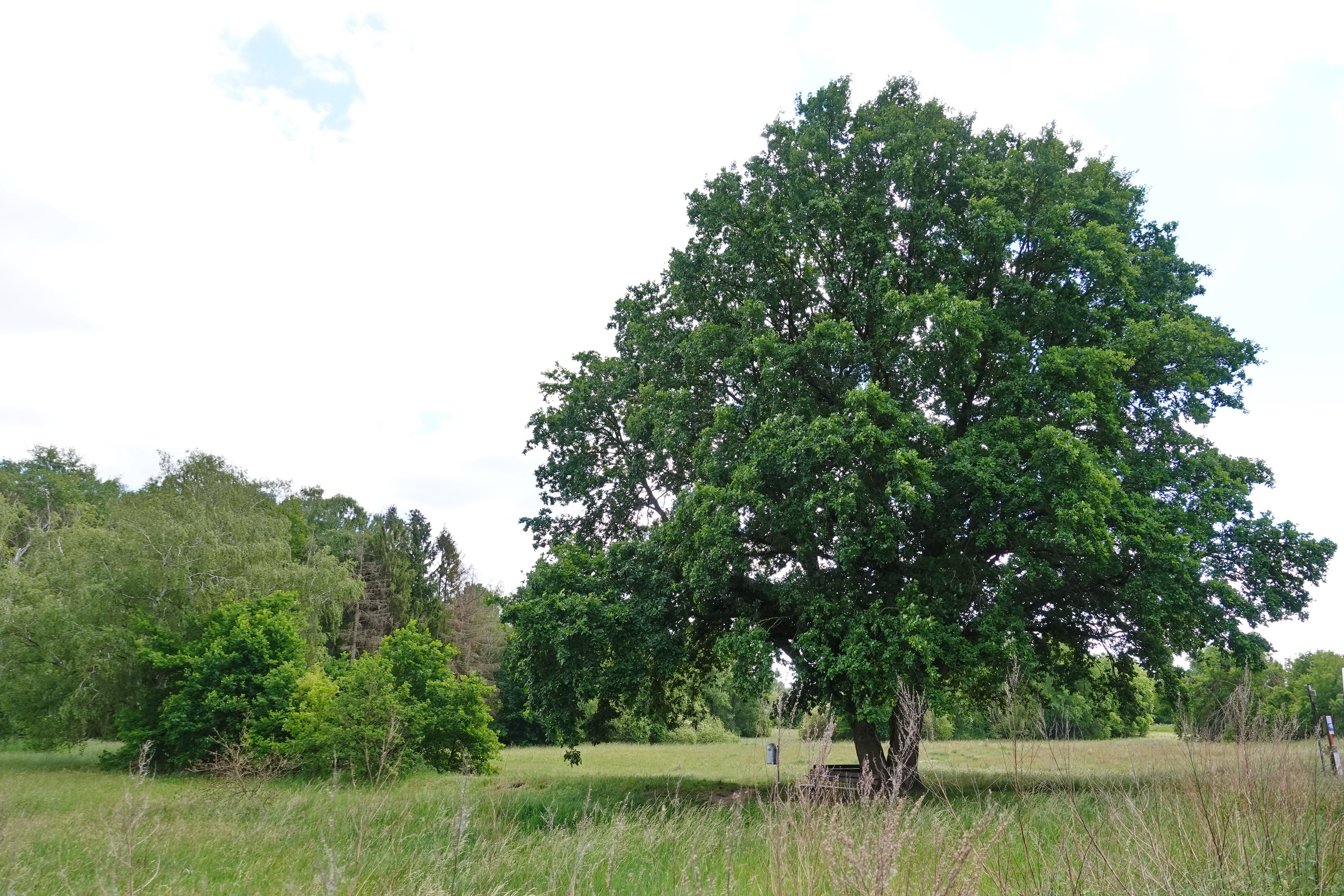
Stiel-Eiche an der Pater-Delp-Straße in Hausen
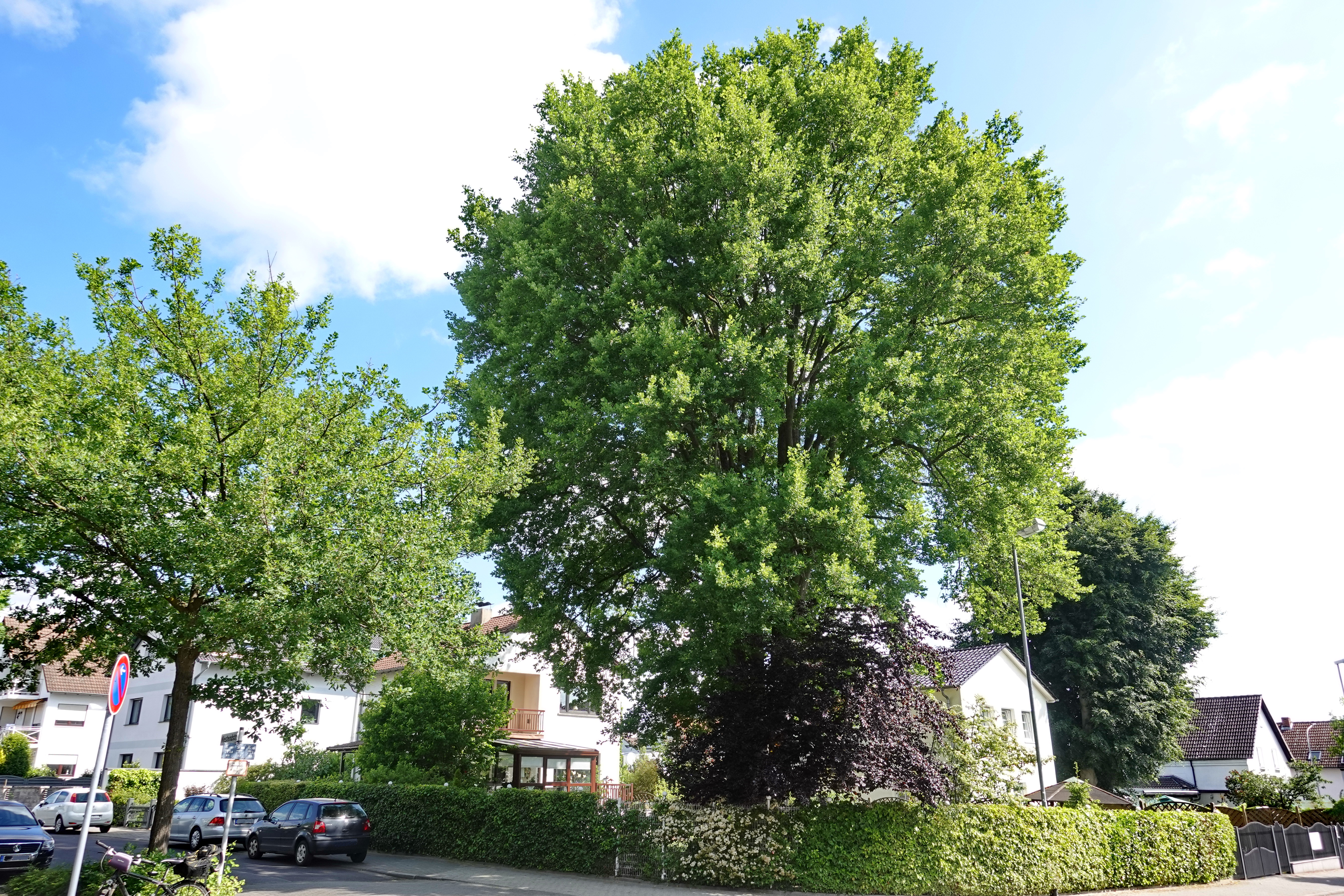
Stiel-Eiche an der Westend-/Ecke Beethovenstraße in Obertshausen

### Sport

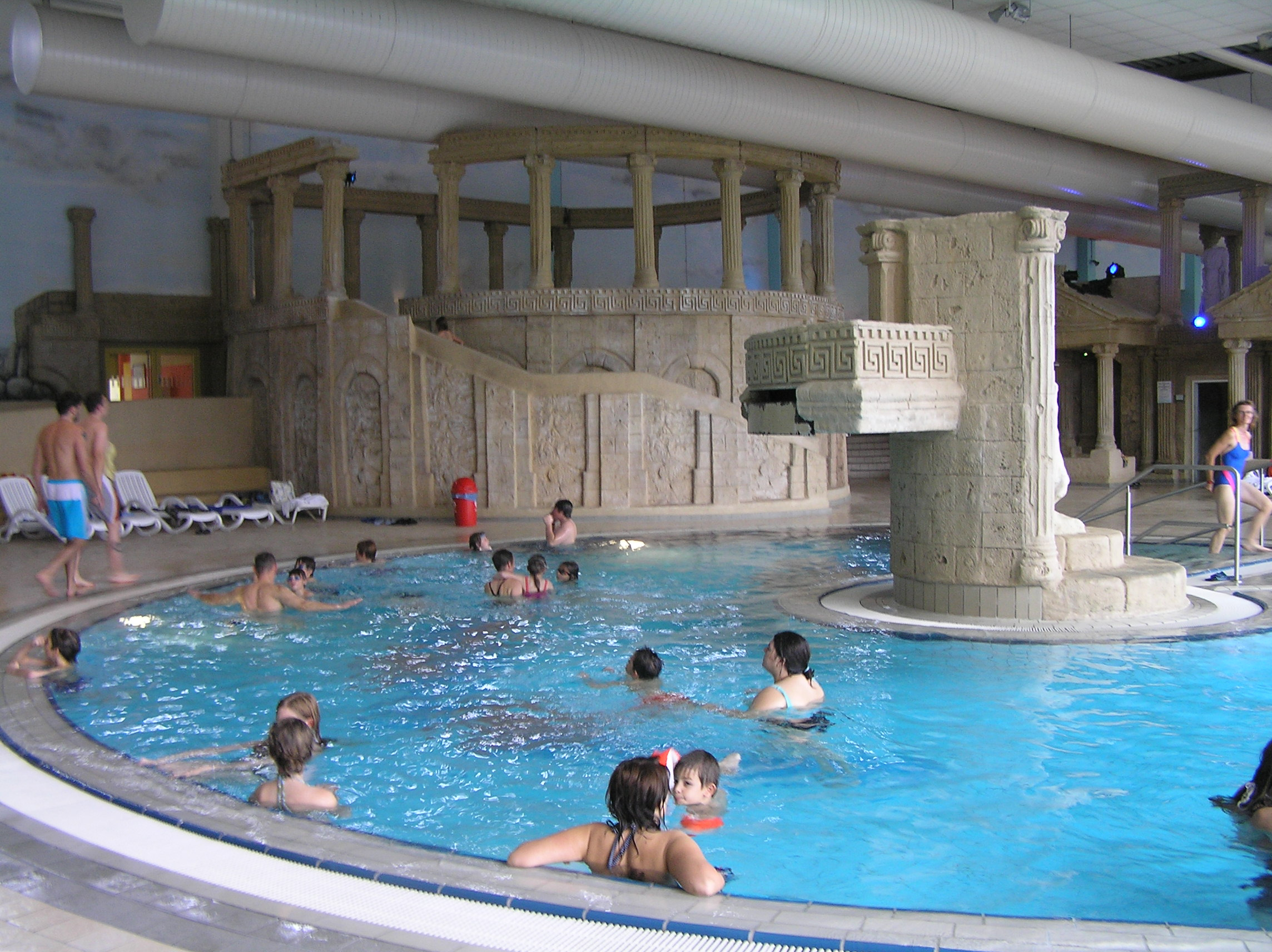
Monte-mare-Erlebnisbad Obertshausen

Das monte mare ist eines der größten Freizeitbäder in Hessen. Der Sauna- und Wellnessbereich wurde von Mitte 2013 bis Oktober 2014 aufwändig saniert und neu gestaltet. Ursprünglich firmierte das Bad unter dem Namen „Atlantis“ und wurde nach der Insolvenz des Betreibers 2005 Teil der deutschlandweit tätigen monte mare Unternehmensgruppe.
Weiterhin besteht das Sportzentrum am Waldschwimmbad. Dieses unter städtischer Leitung stehende Freibad wurde im Jahr 2010 abgerissen – Gründe dafür seitens der Stadt waren Baufälligkeit und Unterhaltungskosten.
Die Stadt Obertshausen verfügt über zahlreiche Sport- und Freizeitvereine sowie mehrere Fitnessstudios. Insbesondere im Bereich Fußball, Tennis, Turnen, Schwimmen und Kindersport gibt es ein sehr breites Angebot in gleich mehreren Vereinen.

### Vereine
Obertshausen hat 124 eingetragene Vereine.

## Wirtschaft und Infrastruktur

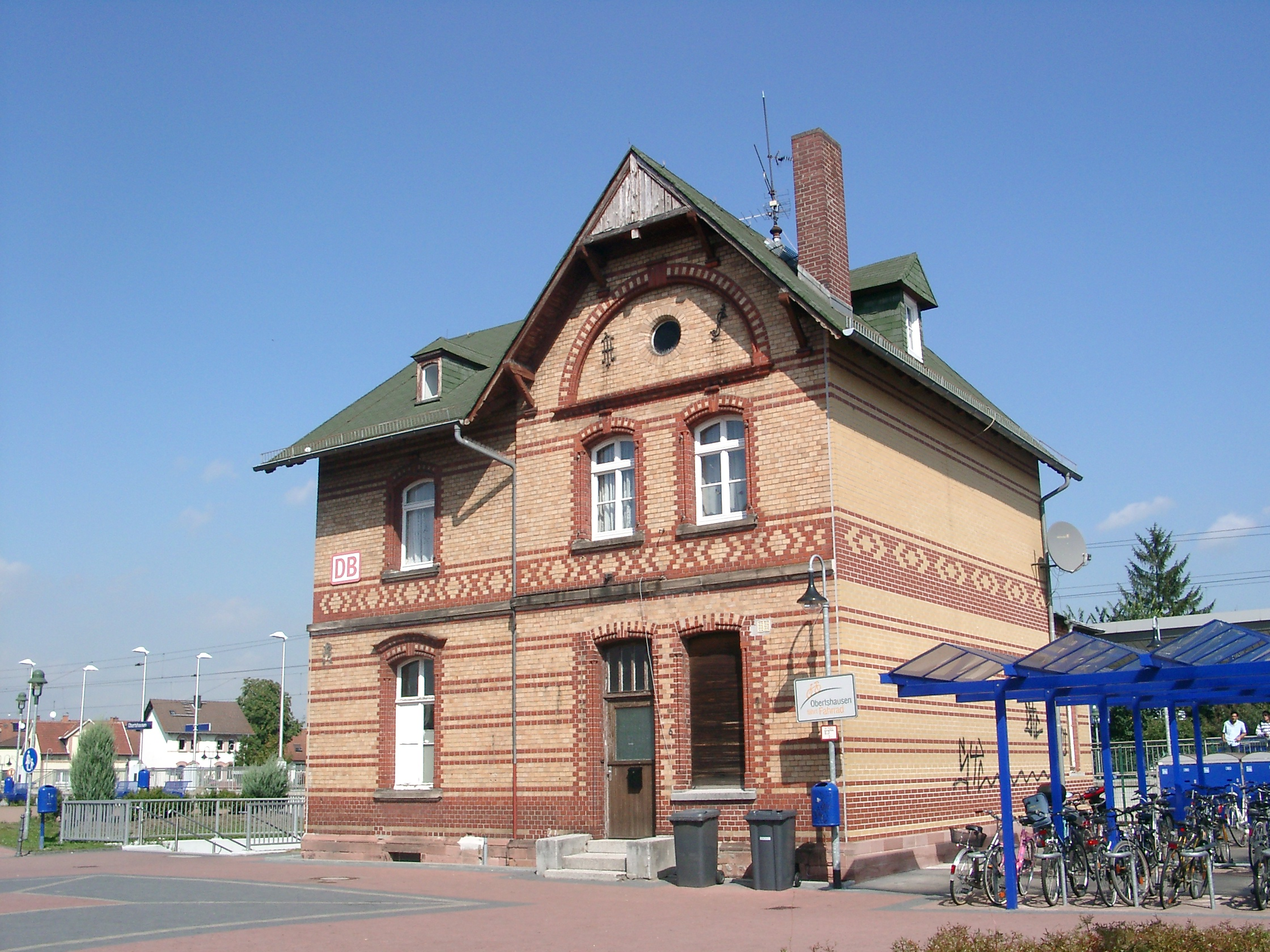
Bahnhof

### Wirtschaft
Obertshausen galt lange Zeit zusammen mit Offenbach am Main als überregionales Zentrum für die Herstellung von Lederwaren. Noch heute gibt es Manufakturen für Lederwaren, die ihre Produkte in die ganze Welt exportieren, wobei die Firma Picard mit Sitz in Hausen am bekanntesten ist. Nach dem Niedergang der Lederwarenindustrie dominiert heute der Maschinenbau. Viele Einwohner finden auch im nahe gelegenen Frankfurt am Main Beschäftigung. Die Kaufkraft lag in Obertshausen 2003 bei 19.315 Euro/Einwohner. Das entspricht einer Quote von 116,3 Prozent im Bundesdurchschnitt.
Im Juni 2016 nahm DHL in Obertshausen ein Paketzentrum in Betrieb. 600 Mitarbeiter können darin bis zu 50.000 Sendungen pro Stunde abfertigen.
Obertshausen verfügt über eine große Industriebrache der Ymos AG. Die weitere Entwicklung und Verwendung des ehemaligen Firmengeländes ist weiterhin nicht geklärt und seit Jahren Gegenstand der Stadtentwicklungsplanung.

### Unternehmen
- Karl Mayer GmbH
- Decoma Exterior Systems GmbH (ehemals Magna, seit 2022 LMS)[33]
- PICARD Lederwaren GmbH & Co. KG
- Störtebekker Bartpflege und Rasierzubehör

### Medien
- Offenbach-Post: Das Verlagshaus hat seinen Sitz in Offenbach am Main und berichtet regelmäßig im Regionalteil über Obertshausen.
- Heimatbote: Regionale Zeitung für Obertshausen, berichtet von Ereignissen in Obertshausen (zwischenzeitlich unter dem Dach der Offenbach-Post)
- Dreieich-Spiegel
- Dreieich-Zeitung

### Nahversorgung
Obertshausen verfügt über eine Vielzahl von Einkaufsmöglichkeiten im Bereich des täglichen Lebensbedarfs. Neben zahlreichen Supermärkten finden sich auch Fachgeschäfte.
In Obertshausen sind eine Vielzahl von Arztpraxen verschiedener Fachrichtungen, Apotheken und sonstige Einrichtungen im Gesundheitsbereich ansässig.

### Bildung

#### Grundschulen
- Waldschule, Ortsteil Hausen, Brückenstraße 35 mit angeschlossenem Freizeitpädagogischen Zentrum
- Joseph-von-Eichendorff-Schule, Ortsteil Obertshausen, Schulstr. 1
- Sonnentauschule, Ortsteil Obertshausen, Rembrücker Weg 15

Die Grundschulen verfügen jeweils über eine Nachmittagsbetreuung, wobei die Nachfrage die vorhandene Anzahl an Plätzen regelmäßig übersteigt.
Früher gab es die Friedrich-Fröbel-Schule im Ortsteil Hausen. Seit dem Schuljahr 2009/10 wurden die Schüler zeitweise in den Räumen der Waldschule unterrichtet. Inzwischen ist die Fröbelschule nicht mehr existent.

#### Weiterführende Schulen
- Georg-Kerschensteiner-Schule, Georg-Kerschensteiner-Straße 2
- Hermann-Hesse-Schule, Im Hasenwinkel 6

#### Kindergärten
Im Stadtteil Hausen sind drei kommunale, ein katholischer Kindergarten und ein Waldkindergarten vorhanden. Obertshausen besitzt drei kommunale, zwei kirchliche Kindergärten sowie einen Waldkindergarten. Die Nachfrage an Kindergartenplätzen übersteigt die vorhandenen Kapazitäten, sodass derzeit die Kindergartenplätze ausschließlich nach dem Alter der Kinder vergeben werden, wobei jeweils die ältesten Kinder als erste einen Platz erhalten.

### Verkehr
Die Rodgaubahn führt durch Obertshausen. Die Stadt ist seit Ende 2003 mit der Linie S1 an das Netz der S-Bahn Rhein-Main angeschlossen.
| Linie | Verlauf | Takt                                       |
| ----- | --- | ------------------------------------------ |
| S1    | Wiesbaden Hbf – Wiesbaden Ost – Mainz-Kastel – Hochheim (Main) – Flörsheim (Main) – Eddersheim – Hattersheim (Main) – Frankfurt-Sindlingen – Frankfurt-Höchst Farbwerke – Frankfurt-Höchst – Frankfurt-Nied – Frankfurt-Griesheim – Frankfurt (Main) Hbf tief – Frankfurt (Main) Taunusanlage – Frankfurt (Main) Hauptwache – Frankfurt (Main) Konstablerwache – Frankfurt (Main) Ostendstraße – Frankfurt (Main) Mühlberg – Offenbach-Kaiserlei – Offenbach Ledermuseum – Offenbach Marktplatz – Offenbach (Main) Ost – Offenbach-Bieber – Offenbach-Waldhof – Obertshausen – Rodgau-Weiskirchen – Rodgau-Hainhausen – Rodgau-Jügesheim – Rodgau-Dudenhofen – Rodgau-Nieder-Roden – Rodgau-Rollwald – Rödermark-Ober Roden | 30 min 15 min (Hochheim–Rödermark zur HVZ) |

Direkt an der Bundesautobahn 3 gelegen, ist der Flughafen Frankfurt mit dem Frankfurter Kreuz ebenso wie der Flugplatz Egelsbach in kurzer Zeit zu erreichen. Obertshausen profitiert von der Nähe des Wirtschaftsstandortes Frankfurt am Main und dem Rhein-Main-Gebiet sowie der sehr guten Verkehrsanbindung.
Innerhalb der Stadt verkehren mehrere Buslinien, unter anderem die Offenbacher Buslinie 120, die Obertshausen mit dem Ortsteil Hausen, Mühlheim und Offenbach verbindet.

### Naturschutz

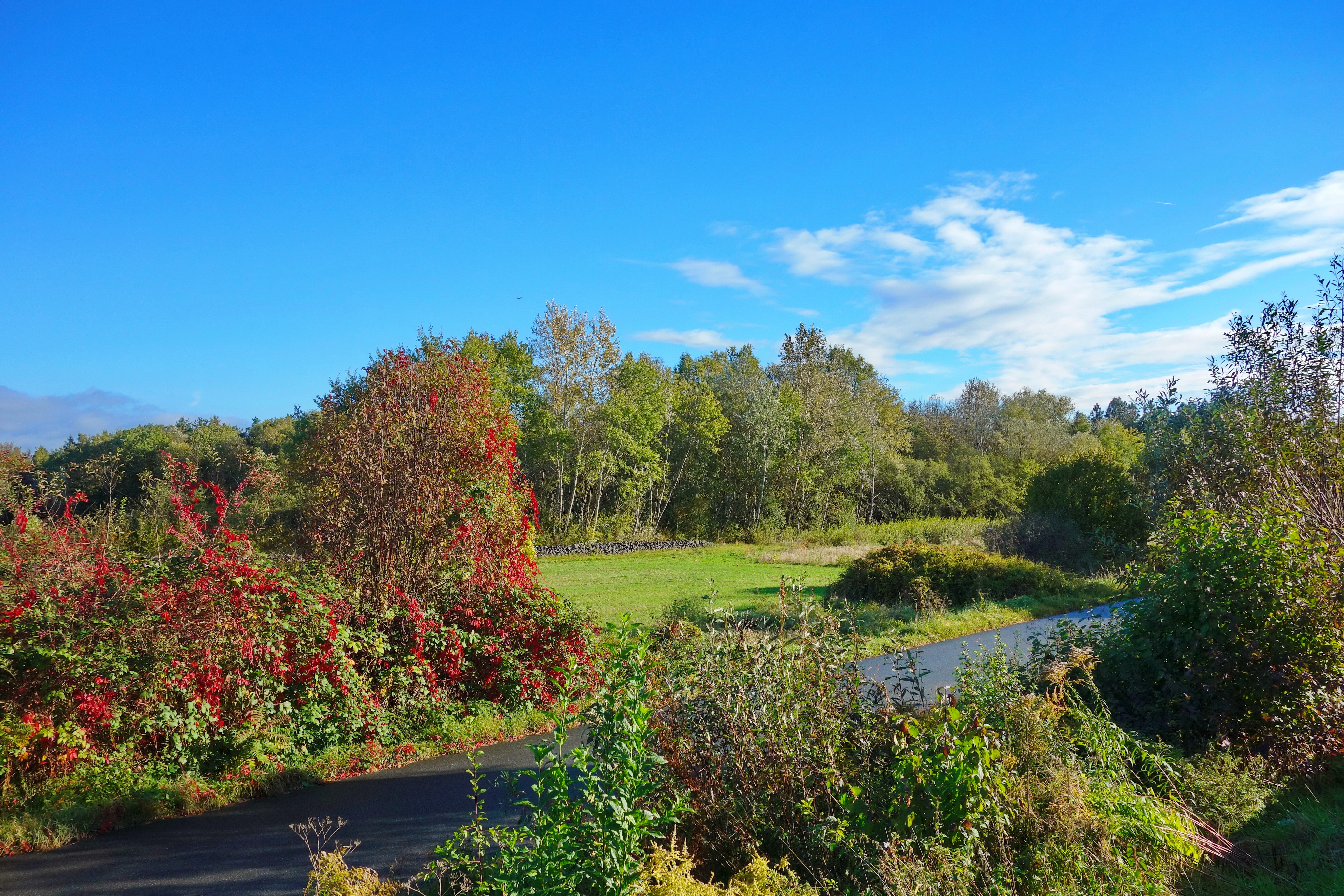
NSG Gräbenwäldches Feld

Das Naturschutzgebiet Gräbenwäldchesfeld von Hausen (NSG-Kennung 1438017) umfasst einen rund 5,4 Hektar großen Wiesenbestand, der sich im Stadtgebiet von Obertshausen befindet. Das Gebiet wurde am 26. Mai 1986 von der Oberen Naturschutzbehörde einstweilig sichergestellt. Es setzt sich aus artenreichen Feuchtwiesen mit zwei Amphibienteichen, Großseggenrieden und Röhricht zusammen.
Dieser Naturraum beherbergt seltene Pflanzen- und Tierarten, insbesondere Orchideen wie das Breitblättrige und Gefleckte Knabenkraut. Die endgültige Ausweisung als Naturschutzgebiet „Gräbenwäldchesfeld von Hausen“ erfolgte am 10. Dezember 1990. Zweck der Unterschutzstellung ist es, die artenreichen Feuchtwiesen, die Röhrichte und Groß-Seggenriede mit ihren seltenen Tier- und Pflanzenarten zu erhalten und zu sichern.

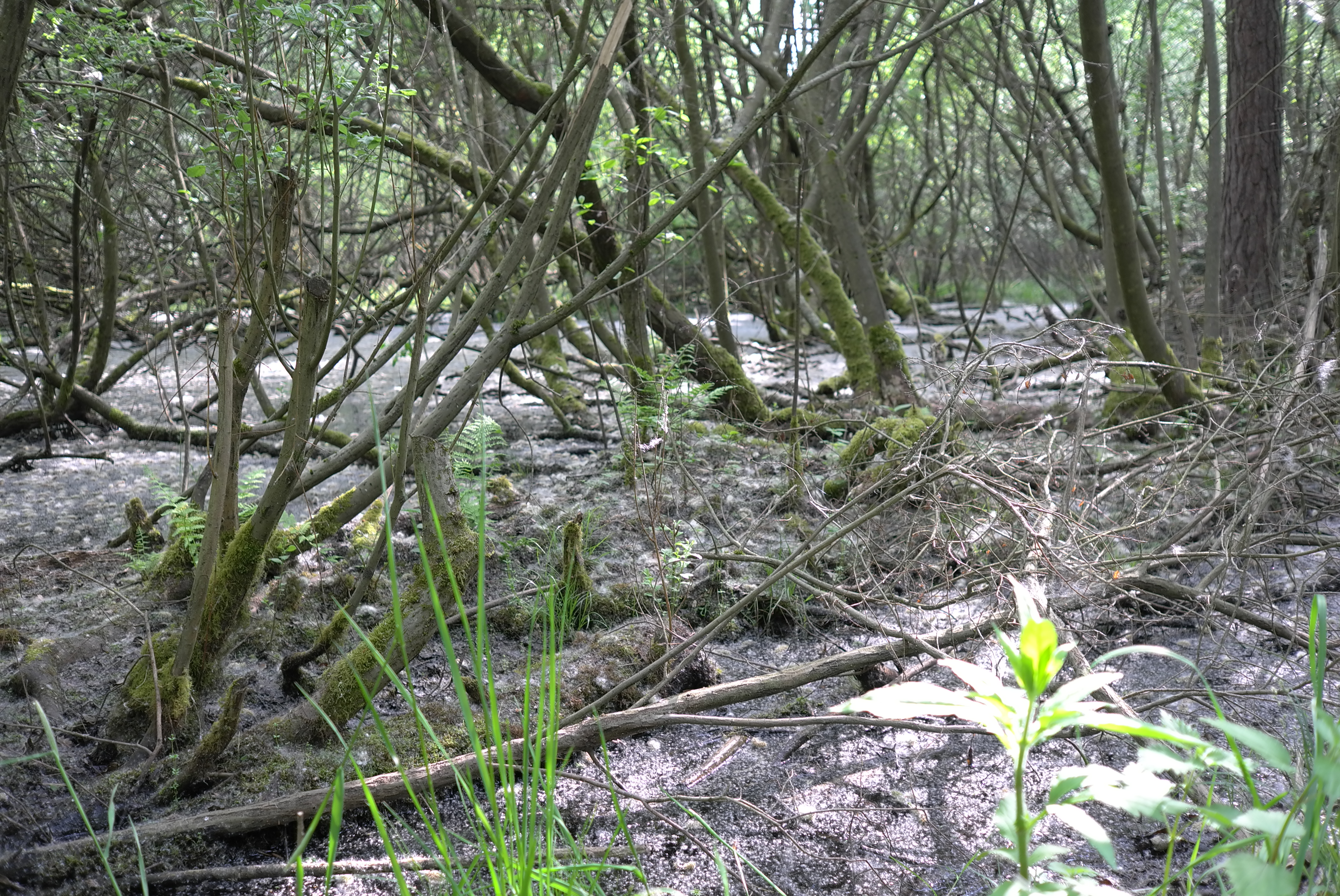
NSG Hochbruch von Hausen

Das Naturschutzgebiet Hochbruch von Hausen (NSG-Kennung 1438003) befindet sich überwiegend im Stadtgebiet von Obertshausen im Landkreis Offenbach und zu einem geringeren Teil im Gebiet von Hanau im Main-Kinzig-Kreis in Hessen. Es umfasst einen rund 112 Hektar großen, weitgehend bewaldeten Bereich östlich des Obertshausener Stadtteils Hausen. Im Nordosten des Naturschutzgebiets grenzt der Hanauer Wildpark Alte Fasanerie an. Das Gebiet erstreckt sich in einer leichten Senke auf der höchstgelegenen linksmainischen Terrasse des nördlichen Maintales. Der Boden ist größtenteils aus von alluvialen Sanden beschaffen und von Lettschichten (Tonlinsen) durchsetzt oder unterlagert. Ablagerungen von Torfen lassen sich in Mulden und Senken antreffen.
Der Wiesenanteil beträgt etwa 10 % der Gesamtfläche des Hochbruchs, der Rest besteht aus Wald (vorwiegend Kiefern-, aber auch Schwarzerlenwälder). Ein Fünftel der gesamten Waldflächen ist Grenzwirtschaftswald. Zweck der NSG-Ausweisung ist der Schutz des Gebietes mit seinen seltenen Pflanzenarten vor Eingriffen.

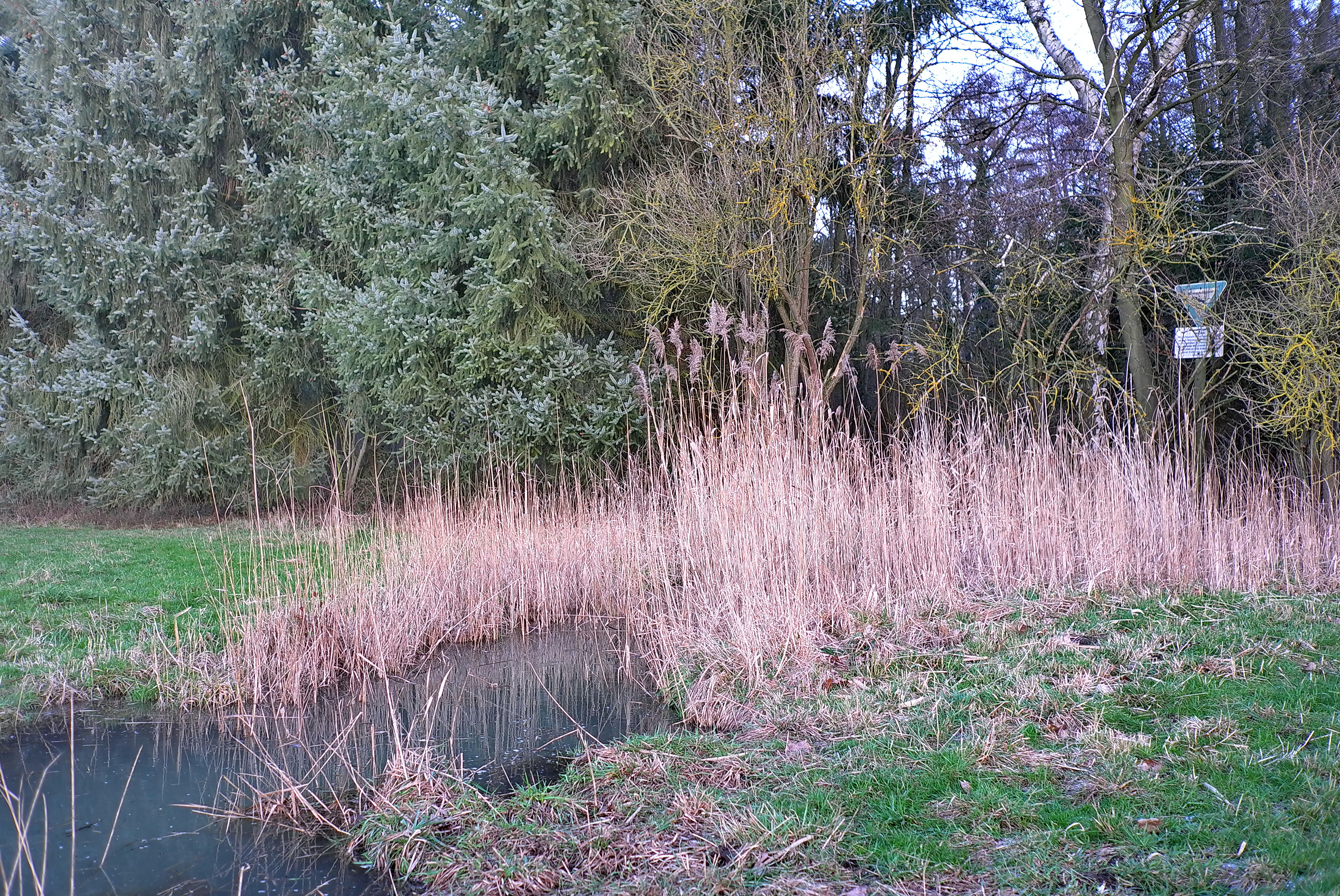
NSG Hengster

Das Naturschutzgebiet Hengster (NSG-Kennung 1438002) umfasst einen rund acht Hektar großen Waldbestand, der sich überwiegend im Stadtgebiet von Rodgau und zu einem kleinen Teil im Gebiet von Obertshausen befindet. Es gilt als eines der ältesten Naturschutzgebiete Hessens bzw. Deutschlands.
Der Hengster ist ein ehemaliges Moorgebiet, das Anfang des 20. Jahrhunderts aufgrund seiner bemerkenswerten Flora überregional bekannt war.
Bereits 1821 wurde das Areal als „botanisches Schatzkästlein“ entdeckt. Es zog Forscher aus der ganzen Welt an, die eine Moorlandschaft vorfanden, welche bis ins sogenannte Kreuzloch reichte. Wasserdurchlässige Flug- und Dünensande sorgten für einen nährstoffarmen Boden. Eine Reihe von Hochmoorpflanzen war zu finden, darunter zahlreiche Seltenheiten, u. a. Orchideen. Noch bis 1995 konnte der Sonnentau, eine fleischfressende Pflanze, im Gebiet nachgewiesen werden. Ferner gediehen viele weitere, heute ausgestorbene oder bedrohte Tier- und Pflanzenarten.
Um 1930 wurden für die Landwirtschaft mehrere Gräben gezogen und das Areal entwässert. Mittlerweile, Anfang des 21. Jahrhunderts, ist der Hengster in weiten Teilen ein trockener Bruchwald mit Erlen und Birken, dem vor allem historische Bedeutung zukommt.
Im Heimatmuseum Obertshausen ist dem Gebiet eine Dauerausstellung gewidmet. Die Geschichte des Hengsters von 1884 bis 1969 wurde in zwei Büchern dokumentiert.

## Persönlichkeiten

### Ehrenbürger
Ehrenbürger der Stadt Obertshausen:
- Hildegard Bühl, langjährige Kommunalpolitikerin
- Peter Döbert (* 1907; † 1994), langjähriger Kommunalpolitiker
- Robert Flügel (* 1909; † 1990), von 1954 bis 1972 Bürgermeister der Gemeinde Obertshausen
- Kurt Formhals (* 1914; † 2009), langjähriger Kommunalpolitiker, Vereinsvorsitzender und Leiter der Georg-Kerschensteiner-Schule
- Heide Heß (* 1940), langjährige Kommunalpolitikerin
- Johann Karl Kämmerer (* 1870; † 1957), von 1906 bis 1933 Bürgermeister der Gemeinde Obertshausen
- Valentin Mahr (* 1908; † 1972), von 1951 bis 1971 erster hauptamtlicher Bürgermeister der Gemeinde Hausen
- Karl Mayer (* 1909; † 1995), Gründer der Wirkmaschinenfabrik Karl Mayer GmbH.
- Ulrich Mayer, langjähriger Kommunalpolitiker
- Robert Pappert (* 1930; † 2010), Komponist
- Josef Pieroth (* 1885; † 1957), langjähriger Kommunalpolitiker und erster Ehrenbürger der Gemeinde Obertshausen
- Robert Roth (* 1929; † 2015), von 1972 bis 1976 Bürgermeister der Gemeinde Obertshausen und von 1976 bis 1992 erster Bürgermeister der Stadt Obertshausen
- Pfarrer Peter Valentin Schwahn (* 1889; † 1964), erster Pfarrer und Ehrenbürger der Gemeinde Hausen
- Marie Friederike Vetter (* 1904; † 1995), Unternehmerin
- Leonhard Wilhelm (* 1883; † 1960), langjähriger Kommunalpolitiker
- Jakob Wolf (* 1899; † 1982), Mitbegründer der ehemaligen Ymos AG

### Söhne und Töchter der Stadt
- Walter Picard (1923–2000), Pädagoge und Politiker (CDU), Mitglied des Deutschen Bundestages
- Bernhard E. Bürdek (* 1947), Designtheoretiker, lebt in Obertshausen
- Bianca (* 1948), Sängerin und Komponistin volkstümlicher Schlager
- Sven Väth (* 1964), DJ und Musiker
- Björn Simon (* 1981), Mitglied des Deutschen Bundestags
- Tobias Stieler (* 1981), Fußballschiedsrichter
- Tanja Pawollek (* 1999), Fußballspielerin

### Persönlichkeiten, die mit der Stadt verbunden sind
- Peter Wichtel (* 1949), Mitglied des deutschen Bundestages